# Sándor Szalontay
Sándor Szalontay (3 juli 1990) is een Hongaars baan- en wegwielrenner.

## Carrière
In 2014 werd Szalontay samen met Barnabás Tóth en Péter Prájczer nationaal kampioen in het baanonderdeel ploegsprint. Op datzelfde toernooi won Szalontay gouden medailles in de 1-kilometertijdrit, de keirin en de sprint, en een zilveren op de scratch.
Op de wereldkampioenschappen baanwielrennen 2016 werd Szalontay achttiende in het sprintonderdeel. Later dat jaar won hij op de weg de proloog in de Ronde van Hongarije.

## Baanwielrennen

### Palmares
| Jaar | HK                                         | EK | WK | Overig         |
| ---- | ------------------------------------------ | -- | -- | -------------- |
| 2014 | Ploegsprint, 1 km, Keirin, Sprint, Scratch |    |    |                |
| 2015 |                                            |    |    | Genève: Keirin |

## Wegwielrennen

### Overwinningen
2016
Proloog Ronde van Hongarije